# ジョゼフィーヌ・ド・ベルジック
ジョゼフィーヌ・カロリーヌ・マリー・アルベルティーヌ・ド・サクス＝コブール＝ゴタ（Joséphine Caroline Marie Albertine de Saxe-Cobourg-Gotha, Princesse de Belgique, 1872年10月18日 - 1958年1月6日）は、ベルギーの王族。

## 生涯
ベルギー王レオポルド2世の弟フランドル伯フィリップと、その妻のホーエンツォレルン＝ジグマリンゲン侯女マリアの間に三女として生まれた。アルベール1世の姉にあたる。
1894年5月28日、母方の従兄にあたるホーエンツォレルン＝ジグマリンゲン侯子カール・アントンと結婚し、間に4人の子女をもうけた。
- シュテファニー（1895年 - 1975年） - 1920年、フッガー・フォン・グレト伯爵ヨーゼフ＝エルンストと結婚
- マリー・アントイネッテ（1896年 - 1965年） - 1926年、Egon Eyrl von und zu Waldgries und Liebenaich男爵と結婚
- アルブレヒト（1898年 - 1977年） - 1921年、Ilse Margot von Friedeburgと結婚
- ヘンリエッテ（1907年）